# سفارة قطر في فرنسا

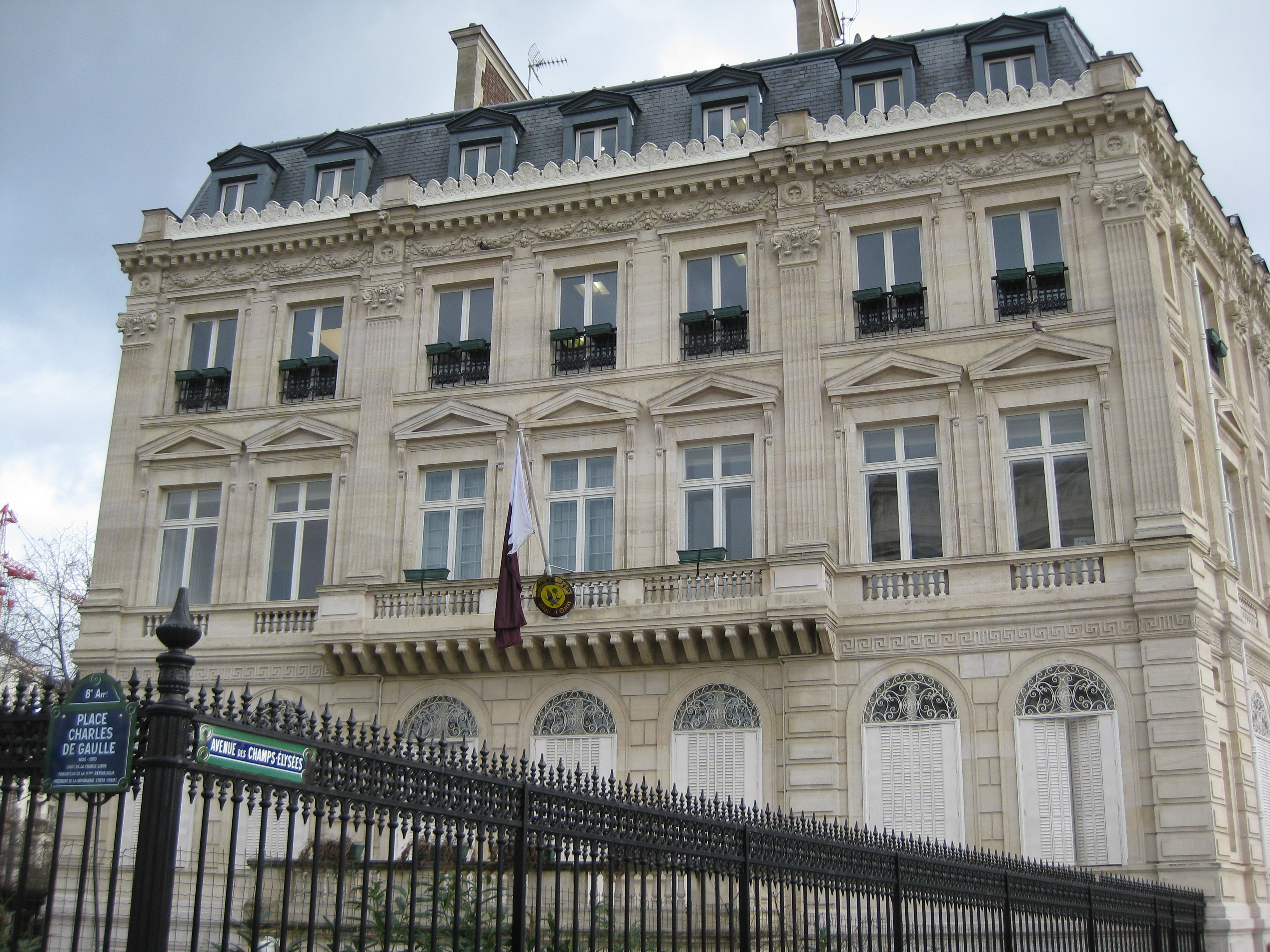
الواجهة الأمامية للسفارة.

سفارة قطر في فرنسا (بالفرنسية: Ambassade du Qatar en France) هي التمثيلية الدبلوماسية العليا لدولة قطر لدى الجمهورية الفرنسية. تقع السفارة في الدائرة الثامنة في العاصمة باريس، وهي تفتح على أربع واجهات، أهمها على شارع الشانزلزيه المشهور. منذ 2014، السفير هو الشيخ مشعل بن حمد آل ثاني.

## الموقع
السفارة موجودة في فندق لاندولفو-كاركانو، وهو قصر أو فندق خاص في شكل مثلث، يطل على شارع الشانزلزيه، وعلى ساحة شارل ديغول التي بها قوس النصر، وشارع فريدلاند وأخيرا شارع تيلسيت.

قديما كانت السفارة توجد في 57 كيه دورسيه، في الدائرة السابعة في باريس، وملاصقة لسفارة جنوب أفريقيا.

## سفراء قطر في فرنسا
| تاريخ التعيين | تاريخ تقديم أوراق الاعتماد | السفير                     |
| ------------- | -------------------------- | -------------------------- |
| ?             | 13 يوليو 1972              | إبراهيم بن حمد النصر       |
| ?             | 22 مارس 1979               | حمد بن عبد العزيز الكواري  |
| ?             | 27 سبتمبر 1984             | عبد الرحمن بن حمد العطية   |
| ?             | 12 مايو 1993               | بدر الدفع                  |
| ?             | 18 ديسمبر 1995             | عبد الرحمن محمد الخليفي    |
| ?             | 20 فبراير 2002             | محمد عبد الله متعب الرميحي |
| ?             | 5 سبتمبر 2003              | محمد جهام الكواري          |
| ?             | 20 فبراير 2014             | مشعل بن حمد آل ثاني        |

## القنصليات
قطر لا تملك قنصليات أخرى في فرنسا، سوى المكتب القنصلي في سفارتها.

## مقالات ذات صلة
- وزارة الخارجية (قطر)
- قائمة البعثات الدبلوماسية القطرية
- العلاقات القطرية الفرنسية
- سفارة فرنسا في قطر
- قائمة السفراء الأجانب الحاليين في فرنسا
- قائمة القنصليات الأجنبية في فرنسا

## روابط خارجية
- الموقع الرسمي للسفارة.